# Перон (Сомма)
Перон (фр. и пикард. Péronne) — коммуна на севере Франции, регион О-де-Франс, департамент Сомма, центр одноименного округа и кантона. Расположена в 50 км к востоку от Амьена и в 8 км от автомагистрали А1 «Нор», на берегу Соммы.
Население (2018) — 7 595 человек.

## История
Расположенный в исторической области Сантер, город был хорошо укреплён со времён графов Вермандуа.  В Пероннском замке до самой кончины томился западно-франкский король Карл Простоватый. В XII веке король Филипп II Август из династии Капетингов перестроил замок. В XV веке Сантер входил в Бургундские Нидерланды.
В 1468 году во время встречи в Пероне с королём Людовиком XI бургундский герцог Карл Смелый взял его под стражу и вынудил подписать тягостный для французов Перонский договор. О перонском пленении короля Франции повествуется в романе Вальтер Скотта «Квентин Дорвард». Хронисты утверждают, что, желая уязвить короля, недолюбливавшие его парижане выучили ручных ворон повторять слово «Перонна!»
Через Сантерр пролегали пути многих завоевателей, вторгавшихся во Францию с востока. В 1536 году Перонн выдержал осаду испанцев во главе с Карлом V. Подвергся разрушению во время военных конфликтов в 1870, 1917 и 1940 годах. Размещённый в замке Музей Великой войны напоминает о ключевом значении Перона во время битвы на Сомме (1916).
В ознаменование военных подвигов горожан Перонн награждён орденом Почётного легиона и двумя военными крестами.

## Достопримечательности
- Средневековая церковь Иоанна Крестителя XVI века в стиле пламенеющей готики, восстановленная после 1918 года
- Бретонские ворота 1601-1606 годов, часть бывшей городской стены
- Шато Перон XV века
- Здание мэрии XVI века в стиле Ренессанс
- Художественный и археологический музей Альфред-Даникур в здании мэрии

## Экономика
Структура занятости населения:
- сельское хозяйство — 0,7 %
- промышленность — 7,1 %
- строительство — 2,3 %
- торговля, транспорт и сфера услуг — 45,3 %
- государственные и муниципальные службы — 44,7 %

Уровень безработицы (2017) — 25,4 % (Франция в целом — 13,4 %, департамент Сомма — 15,9 %). 

Среднегодовой доход на 1 человека, евро (2018) — 17 560 (Франция в целом — 21 730, департамент Сомма — 20 320).

## Демография
Динамика численности населения, чел.

## Администрация
Пост мэра Перона с 2020 года занимает Готье Ма (Gautier Maes). На муниципальных выборах 2020 года возглавляемый им независимый список победил во 2-м туре, получив 39,60 % голосов (из трех списков, два других возглавлялись предыдущими мэрами Валери Кюн и Терезой Дежер).
| Период | Период | Фамилия        | Партия                                                       | Примечания                                                       |
| ------ | ------ | -------------- | ------------------------------------------------------------ | ---------------------------------------------------------------- |
| 1971   | 1977   | Жан Додре      | Радикальная партия                                           | предприниматель, член Генерального совета департамента           |
| 1977   | 1989   | Эдуар Гильбо   | Коммунистическая партия                                      | электрик, член Генерального совета департамента                  |
| 1989   | 2008   | Жан-Пьер Вьено | Объединение в поддержку Республики Союз за народное движение | работник системы образования, член Регионального совета Пикардии |
| 2008   | 2014   | Валери Кюн     | Социалистическая партия                                      | профессор лицея, член Регионального совета Пикардии              |
| 2014   | 2020   | Тереза Дежер   | Союз демократов и независимых                                | учительница                                                      |
| 2020   |        | Готье Ма       |                                                              | профессор философии                                              |

## Знаменитые уроженцы
- Пьер Мак-Орлан (1882—1970), писатель

## Города-побратимы
- Салобрения, Испания
- Блэкберн, Великобритания
- Альтена, Германия
- Олбани, Австралия

## Галерея
- Здание мэрии
- Бретонские ворота
- Церковь Иоанна Крестителя
- Вид на Перон с противоположного берега Соммы